# كريس أندرسون (صحفي)
كريس أندرسون (بالإنجليزية: Chris Anderson)‏ هو صحفي أمريكي، ولد في 9 يوليو 1961 في لندن في المملكة المتحدة.

## وصلات خارجية
- الموقع الرسمي
- كريس أندرسون على موقع IMDb (الإنجليزية)
- كريس أندرسون على موقع الموسوعة البريطانية (الإنجليزية)
- كريس أندرسون على موقع قاعدة بيانات الفيلم (الإنجليزية)